# Adolphe Girod
Pour les articles homonymes, voir Girod.
Adolphe Girod, né le 13 août 1872 aux Verrières dans le canton de Neuchâtel en Suisse et mort le 5 novembre 1933 à Saint-Mandé (Val-de-Marne), est un homme politique français.

## Biographie
Entré à l'école militaire de Saint-Cyr en 1892, il quitte l'armée dès 1897 pour se diriger vers le journalisme. Il est député du Doubs de 1906 à 1928 siégeant au groupe de la Gauche radicale. 
Aviateur pendant la Première Guerre mondiale, il accède au grade de colonel de réserve en 1918 et joue un rôle décisif dans le développement du potentiel de l'Armée de l'Air. En particulier, il veille au déploiement des écoles de formation des pilotes (école d'aviation), telles que celles de Chartres (future base aérienne 122 Chartres-Champhol), d'Avord ou de Pau.
Il est conseiller général du canton de Montbenoît en 1919. 
Il est ensuite parlementaire, président de la commission de l'armée et questeur de la Chambre de 1924 à 1928. 

## Distinctions
- Commandeur de la Légion d'honneur (10 juin 1920)
- Médaille interalliée de la Victoire
- Insigne des blessés militaires
- Officier d'académie
- Commandeur de Sainte-Anne de Russie
- Nichan Iftikhar
- Ordre d'Aviz
- Ordre du Soleil levant
- Grand officier de l'ordre Polonia Restituta